# Rock the House
«Rock the House» es el tercer sencillo del álbum debut de Gorillaz. Es de las pocas canciones del álbum de estilo hip hop y donde aparece Del, el fantasma encerrado dentro de Russel Hobbs (interpretado por Del Tha Funkee Homosapien). El intro de "Rock the House" es tomado de la canción "Modesty Blaise" interpretada por John Dankworth y su Orquesta. Es la canción que más disgusta a 2D ya que tuvo que interpretar un monótono rift en flauta durante parte del tema.

## Canciones del sencillo
- CD1 (CDR6565)

1. «Rock the House» (Radio Edit)
2. «The Sounder» (Editelpepe»
3. «Rock the House» (video tráiler)

- CD2 (CDRS6565)

1. «Rock the House»
2. «Ghost Train»
3. «19-2000»
4. «19-2000» (video)

## Video musical
El video musical fue dirigido por Jamie Hewlett y Pete Candeland.
El video comienza entrando a los Kong Studios, donde se ven los gorilas bailarines de "Clint Eastwood". Adentro se ve un vehículo a control remoto recorriendo los oscuros y tenebrosos pasillos hasta una habitación blanca, donde está la banda. Murdoc Niccals usa un llamativo traje similar al de un gladiador, 2-D está con un teclado y Russel Hobbs con la batería, aunque se queda dormido. Noodle está al frente y comienzan a tocar, pero Del vuelve a salir de Russel con un traje de jugador de Hockey, en estilo 3D y comienza a rapear, mientras salen unas gorilas porristas inflables animando a Del, quien ataca con bolas de billar a 2-D y consigue golpearlo (aunque 2-D las esquivaba al principio). Murdoc repele las bolas con una coquilla que lleva en su entrepierna. Una bola le da a Russel en la cabeza y lo despierta. El clip termina con la misma secuencia del inicio, pero en reversa.

## Lista de canciones
| CD1  |                                     |          |  |
| N.º  | Título                              | Duración |  |
| 1.   | «Rock the House» (Versión de álbum) | 4:09     |  |
| 2.   | «The Sounder» (Editado)             | 4:29     |  |
| 3.   | «Faust»                             | 3:47     |  |
| 4.   | «Rock the House» (Video)            | 3:43     |  |
| 4:08 |                                     |          |  |

| CD2   |                                     |          |  |
| N.º   | Título                              | Duración |  |
| 1.    | «Rock the House» (Versión de álbum) | 4:09     |  |
| 2.    | «Ghost Train»                       | 3:35     |  |
| 3.    | «Rock the House» (Video)            | 3:43     |  |
| 11:57 |                                     |          |  |

| Casset |                                     |          |  |
| N.º    | Título                              | Duración |  |
| 1.     | «Rock the House» (Versión de radio) | 3:02     |  |
| 2.     | «The Sounder» (Editado)             | 4:29     |  |
| 3.     | «Ghost Train»                       | 3:35     |  |
| 11:06  |                                     |          |  |

| CD promo |                                     |          |  |
| N.º      | Título                              | Duración |  |
| 1.       | «Rock the House» (Versión de radio) | 3:02     |  |
| 2.       | «The Sounder» (Editado)             | 4:29     |  |
| 7:31     |                                     |          |  |

- Datos: Q2530077